# Clotilde Bosch i Carbonell
Clotilde Bosch i Carbonell (Barcelona, 1829 - Pará, Brasil 17 d'abril de 1900), fou una pintora del segle xix. Va ser coneguda per estar casada amb l'enginyer Ildefons Cerdà i ser la mare de la famosa concertista d'arpa "Esmeralda Cervantes", nom artístic de Clotilde Cerdà i Bosch. Aquesta, però, segons l'historiador independent Fernando Alcolea Albero, no era filla de Cerdà, tot i que la va reconèixer i li va donar el seu cognom.

## Biografia
Era filla de l'indià i Josep Bosch i Mustich (†1853), qui havia fet fortuna a Cuba i tenia una fàbrica cotonera al Raval de Barcelona (vegeu casa-fàbrica Bosch), i de Rosa Carbonell. De retorn a Catalunya va ser director del Ferrocarril de Barcelona a Mataró, banquer i membre de la Reial Acadèmia Catalana de Belles Arts de Sant Jordi.
Els germans de la pintora, Josep i Rafael Bosch i Carbonell, varen ser diputats a Madrid el 1881 i 1886, respectivament.
El 20 de juny] de 1848, als 19 anys, es va casar amb l'enginyer Ildefons Cerdà i Sunyer (1815-1876), autor de la reforma de l'Eixample de Barcelona. amb qui va tenir quatre filles: Pepita (1849), Rosita (1850), Sol (1851) i Clotilde (1862), que va ser una coneguda instrumentista d'arpa. La relació matrimonial no va funcionar bé i Clotilde, la filla menor, podria haver estat fruit de les relacions adúlteres de la seva esposa i Cerdà va excloure-la del testament. El 1862 el matrimoni es va separar a conseqüència del naixement de Clotilde i el 1864 la seva esposa va marxar a Madrid.
Cerdà no estava d'acord que la petita Clotilde rebés una educació artística i la seva mare la va portar a Roma on comptava amb el suport dels pintors espanyols allà instal·lats, com Eduardo Rosales, Marià Fortuny, Lorenzo Vallés i Alejo Vera. Va comptar amb la formació del pintor napolità Michele Cammarano (Nàpols 1835 – 1920) que va residir a Roma entre 1865 i 1866. Durant la seva estada a Itàlia va pintar l'obra "Llac de Castelgandolfo" (o "Llac Albano") que va presentar a l'Exposició Nacional de 1866.